# Лаура Паузини
Лаура Паузини (на италиански: Laura Pausini) е италианска певица, родена на 16 май 1974 г. във Фаенца, Италия.
Дебютира на 43-тия годишен музикален фестивал в Санремо през 1993 г., където печели първо място в категорията „Нови таланти“. Това до голяма степен ѝ помага да развие кариерата си и на европейско ниво. От 1996 г. насам издава едновременно и испаноезични албуми, които представляват адаптирани версии на песни, написани на родния ѝ език, което става главен фактор за успеха и в световен мащаб̀.
В края на 2011 г. след двугодишна пауза на пазара излиза поредният албум на Лаура Паузини „Inedito“, който се превръща и в поредния успех за певицата – носител на четири награди Грами.
Броят почитатели на Лаура Паузини във Фейсбук надхвърля два милиона.

## Биография
Лаура е по-голямата от двете дъщери на Фабрицио Паузини и Джанна Балардини. Лаура започва да се занимава с музика, повлияна от баща си, който е музикант и певец. Едва осемгодишна тя започва да пее в пианобар. На тринадесет години прави първите си официални записи, събрани в албума I Sogni Di Laura („Мечтите на Лаура“). Професионалната ѝ кариера започва през 1993 година след участието ѝ в престижния италиански музикален фестивал в Сан Ремо, който Лаура печели благодарение на една от най-известните си песни – „La Solitudine“ („Самотата“).
Първият ѝ професионален албум, озаглавен „Laura Pausini“ излиза по-късно през същата година и се радва на огромен успех в Италия, Франция и Холандия. След успеха на втория ѝ албум – „Laura“ – през 1994 година компанията Warner, с която тя си сътрудничи ѝ предлага да започне да прави записи и на испански език. Още през същата година излиза и първият ѝ испаноезичен албум – „Laura Pausini“. Албумът ѝ на испански език се оказва огромен успех, като според данни на Billboard песента „Se fue“ става един от хитовете на 1995 година.
Успехът на Лаура продължава и при следващите ѝ албуми, които тя издава и на италиански, и на испански език: Le cose che vivi (1996), La mia risposta (1998) и Tra te e il mare (2000), които излизат на пазара в Латинска Америка като Las cosas que vives, Mi respuesta и Entre tú y mil mares. През 1996 година прави и няколко записа на португалски език.
Първият ѝ албум на английски език излиза на пазара на 5 ноември 2002 г. под името From the inside. Първият сингъл от този албум – Surrender – се радва на голям успех в САЩ и Канада, където се изкачва в топ 10 на музикалните класации. Въпреки това, като цяло албумът не бележи особен успех в продажбите.
През 2001 г. излизат първите сборни албуми от хитове на Лаура Паузини: The Best of Laura Pausini: E Ritorno Da Te и Lo mejor de Laura Pausini: Volveré junto a ti. През 2003 г. Лаура участва в концерта Павароти и приятели по покана на самия Лучано Павароти. Година по-късно на пазара излиза новият ѝ албум – Resta in ascolto. Испанската версия на албума – Escucha – ѝ донася наградите Грами за латино-поп музика през 2005 г. и обща награда Грами през 2006 г. С това тя става първият италиански изпълнител, който получава толкова престижни награди.
За следващия си албум Io Canto Лаура споделя следното: „Аз избирам музиката, която да слушам и в моменти на тъга, както и в други, по-специални моменти, защото тези мелодии ме научиха как да чувствам, как да обичам музиката, без да се ограничавам с определен вид музикален жанр или стил“.  На 2 юни 2007 г. Лаура става първата жена, която пее на стадиона в Сан Сиро в Милано пред повече от 70 000 фенове. По-късно през същата година концертът излиза на CD и DVD, като бележи добър успех в продажбите в Италия и Испания.
На 8 ноември 2007 г. Лаура печели награда Грами за най-добър албум в категорията латино-поп за испанската версия на албума си Io Canto, а именно – Yo Canto. Певицата посвещава тази награда в памет на Лучано Павароти.
Лаура Паузини прекарва 2008 г. предимно в студиото, работейки по следващия си албум – Primavera in anticipo, излязъл на пазара в Латинска Америка под името Primavera anticipada. През 2009 година прави турне из Европа, Северна и Южна Америка.
На 11 ноември 2011 г. на пазара се появява и най-новият ѝ албум, озаглавен Inedito („Непубликувано“), който слага край на двугодишната творческа пауза на италианската изпълнителка. Албумът съдържа 14 песни и се нарежда на първо място сред най-високо оценяваните албуми в Италия, на второ място в Швейцария и на четвърто място в Испания.

## Дискография
От началото на 1993 г., на пазара са пуснати общо 14 студийни албума, три албума, съставени от песни, изпълнени на концерти и над 40 сингъла на Лаура Паузини, като всичките се оценяват високо от феновете в Европа и Латинска Америка. Звездата на италианската поп музика е пяла и в дуети с изпълнители като Лучано Павароти, Ерос Рамацоти, Хуанес, Андреа Бочели, Тициано Феро и Джеймс Блънт.
Студийните албуми на Лаура Паузини са:
- 1993: Laura PausiniИзпълнение на живо от Лаура Паузини, 2009 година
- 1994: Laura
- 1996: Le cose che vivi (на италиански) / Las cosas que vives (на испански)
- 1998: La mia risposta (на италиански) / Mi respuesta (на испански)
- 2000: Tra te e il mare (на италиански) / Entre tú y mil mares (на испански)
- 2001: The best of Laura Pausini – E ritorno da te (сборен)
- 2002: From the Inside (на английски)
- 2004: Resta in ascolto (на италиански) / Escucha (на испански)
- 2006: Io canto (на италиански) / Yo canto (на испански)
- 2008: Primavera in anticipo (на италиански) / Primavera anticipada (на испански)
- 2011: Inedito (на италиански) / Inédito (на испански)
- 2013: 20 – The greatest hits (сборен)
- 2015: Simili
- 2016: Laura Xmas
- 2018: Fatti Sentire

В периода 2005 – 2018 г. са издадени и три албума на Лаура Паузини с изпълнения на живо: Live in Paris 05, San Siro 2007, Laura live world tour 09. Inedito Wolrd Tour 2012, Fatti Sentire 2018.

## Личен живот
Паузини има връзка със своя мениджър Алфредо Черути младши в периода 1995 – 2002 г. Обвързана е с Паоло Карта от 2005 г. Дъщеря им, Паола, се ражда на 8 февруари 2013 г.
Паузини е католичка, но не одобрява позициите на църквата спрямо теми като контрацепция, аборт, извънбрачен секс и ЛГБТ гражданските права. През 2000 г. Паузини споделя в интервю за вестник Република: „Имам съмнения относно Католическата църква, като например тяхното дискриминиране на хомосексуални. Аз не разбирам как те могат да заклеймяват расизма и същевременно да говорят против гей хората.“

## Концерти и турнета
В периода 1997 – 2011 г. Лаура Паузини има общо седем турнета, като най-запомнящите ѝ се концерти включват концертът в Париж (2005 г.) и този на стадиона Сан Сиро (2007 г.). Песните от двата концерта са пуснати на пазара в нови два албума.
Италианската поп изпълнителка посещава Бразилия, Аржентина, Чили, Перу, Венецуела, Коста Рика и Мексико, а след завръщането си от Латинска Америка, Лаура Паузини изнася концерти и в Швейцария, Франция, Белгия, Испания, Австрия, Холандия и Великобритания.
На 25 юни 2012 г., след края на голямото ѝ турне, Лаура Паузини взима участие в Concerto per l'Emilia – благотворителен концерт, с който се събират средства за пострадалите от земетресението в Северна Италия от 20 май 2012 г.
На 16 декември 2024 година изнася първия си концерт в България в най-голямата софийска зала „Арена 8888 София“.

## Награди и признания
- 1993 – Сребърна награда „Telegatto“ за „Най-добър нов артист на годината“ на конкурса „Vota la Voce“, проведен в театъра Fiesole в Рим. [11]
- 1994 – Най-високата награда „Sanremo“: нейната песен е най-продавания сингъл за всички времена, влизал в конкурсната програма на фестивала Sanremo. Златна награда „Telegatto“ на конкурса „Vota la Voce“.
- 1995 – 25 платинени награди за продадени над 2 500 000 копия от албума „Laura“ по света. „World Music Award“ (европейският еквивалент на Grammy – в Монтекарло) за „Най-продаван италиански артист“. „Lo Nuestro Award“ (Маями) за „Най-добър нов артист на американския пазар, използващ Latin език“. „I.F.P.I. Платинена награда за Европа“ за рекордни продажби в Европа. Получава награда в Института на италианската култура в Мадрид, от Италианския посланик в Испания за нейния „принос за разпространяване на италианската популярна култура в Испания“ и за това, че е първият не-испански артист, който продава повече от 1 000 000 албума в Испания“.
- 1996 – „I.F.P.I. Платинена награда за Европа“, за рекордни продажби в Европа през 1995 г., с албумите „Laura“ и „Laura Pausini“.
- 1997 – Награда „Festivalbar International“ за „Най-продаван италиански артист в света“. „I.F.P.I. Платинена награда за Европа“ за рекордни продажби в Европа през 1996 г., с албума „Le cose che vivi“.
- 2001 – Награда Lunezia като песнописец на годината, за песента Viaggio con te. Четири номинации за Латинските Грами награди (включително в категорията „Най-добър женски поп албум“.
- 2002 – „I.F.P.I. Платинена европейска награда“, за рекордни продажби в Европа през 2001, с албума „The best of Laura Pausini: E ritorno da te“.
- 2003 – Награда World Music Award за „Най-добър италиански артист“. Диамантена награда за продажби на повече от 20 000 000 албума по света.
- 2006 – Награда Грами за „Най-добър женски албум в жанра латино-поп“, като Лаура Паузини е първата италианка, която получава такова отличие. Награден е албумът Escucha.
- 2007 – Втора награда Грами за „Най-добър женски албум в жанра латино-поп“, този път за албума Yo Canto. Тази награда Лаура посвещава на своя покоен приятел и колега Лучано Павароти.
- 2009 – Трета награда Грами в категорията „Най-добър женски албум в жанра латино-поп“, спечелена с помощта на албума Primavera Anticipada.
- 2010 – Получава награда за цялостното развитие на своята кариера и солидарността си от Legend Music Awards, както и награда за най-добра поп изпълнителка на годината от Lo Nuestro Awards.
- 2011 – Печели награда за най-добър видеоклип от Lo Nuestro Awards. Номиниран е видеоклипа към песента Bienvenido, първият сингъл от албума Inédito.
- 2012 – Печели награда за най-добър изпълнител–жена: Wonder Woman Award, която се връчва съвместно от TRL Awards и MTV.